# Ranger X
Ranger X es un videojuego publicado por SEGA en 1993 y programado por la desconocida GAU Entertainment. Fue conocido como エクスランザー (Ekusuranzâ, EX RANZA) en Japón.

## Mecánica del juego
Controlamos a un robot de unos 15 metros de alto por diversas localizaciones, con la novedad de que podemos correr en una dirección y disparar en otra. El robot vuela por cortos períodos de tiempo, después de los cuales debemos de posarnos en suelo sólido. Además, nos acompaña un monociclo robotizado llamado EX-Up equipado con disparo autodirigido que nos permite recorrer distancias más rápidamente o ir sobre suelo dañino. Las armas secundarias se cargan con cualquier fuente de luz, incluida la solar. Reparar el robot requiere potencia, que también es usada para las armas secundarias.

## Tecnología
Este fue el primer juego de esta plataforma en el cual, gracias a un truco gráfico y el uso adecuado de ciertos brillos, podían distinguirse un total de 128 colores en pantalla. 
También cuenta con gráficos vectoriales en 3d diseñados con gran maestría para la época a lo largo de los escenarios.
- Datos: Q2748187